# Arma nucleare

Video del Trinity test

Il termine arma nucleare indica tutte le armi che sfruttano reazioni nucleari di fissione e/o di fusione. Sono nella gran maggioranza bombe e testate esplosive per missili, nelle versioni più potenti classificabili come armi di distruzione di massa. Si parla di guerra nucleare per indicare i conflitti in cui vengono usate le armi nucleari.

## Storia

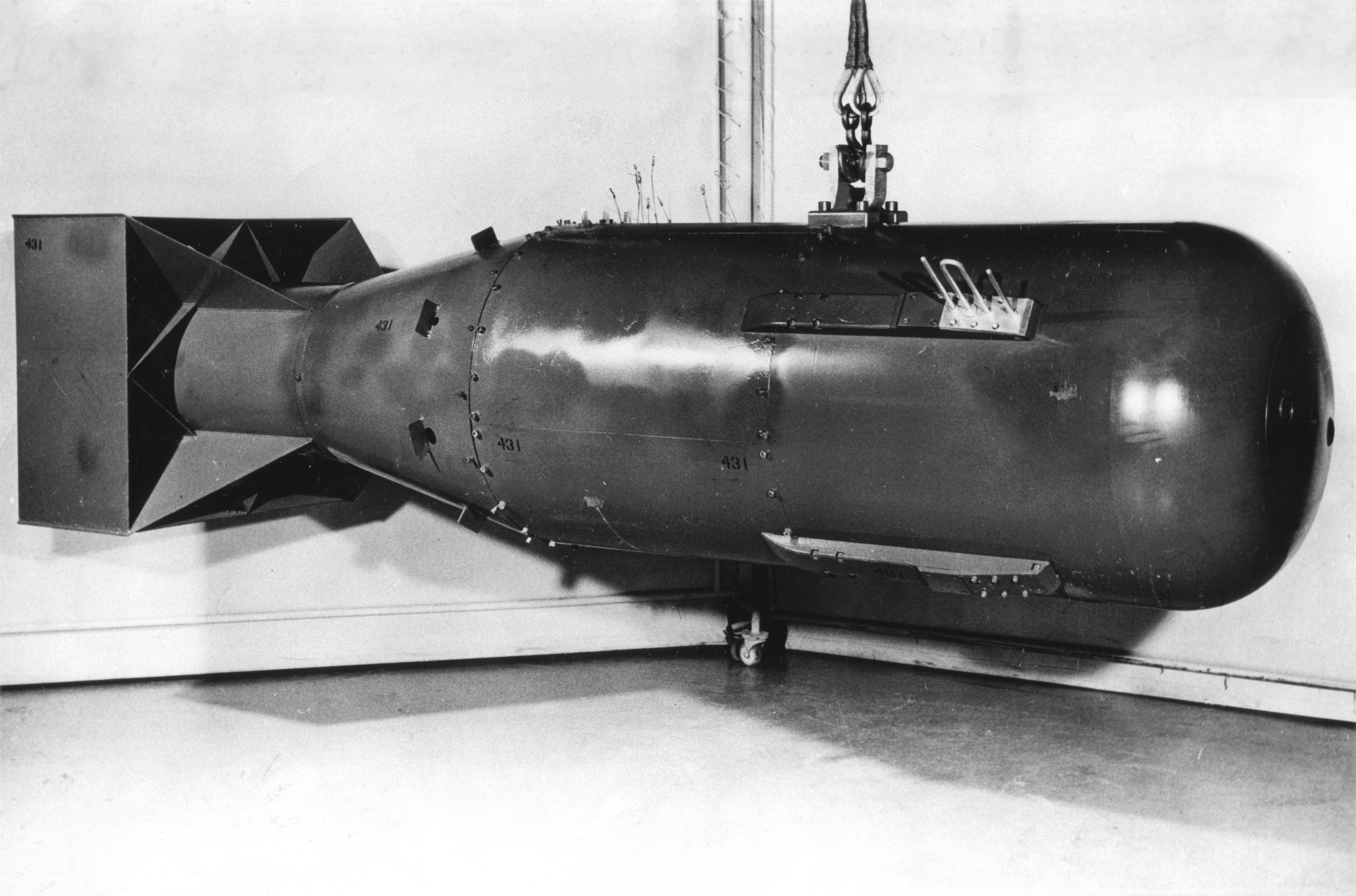
Little Boy

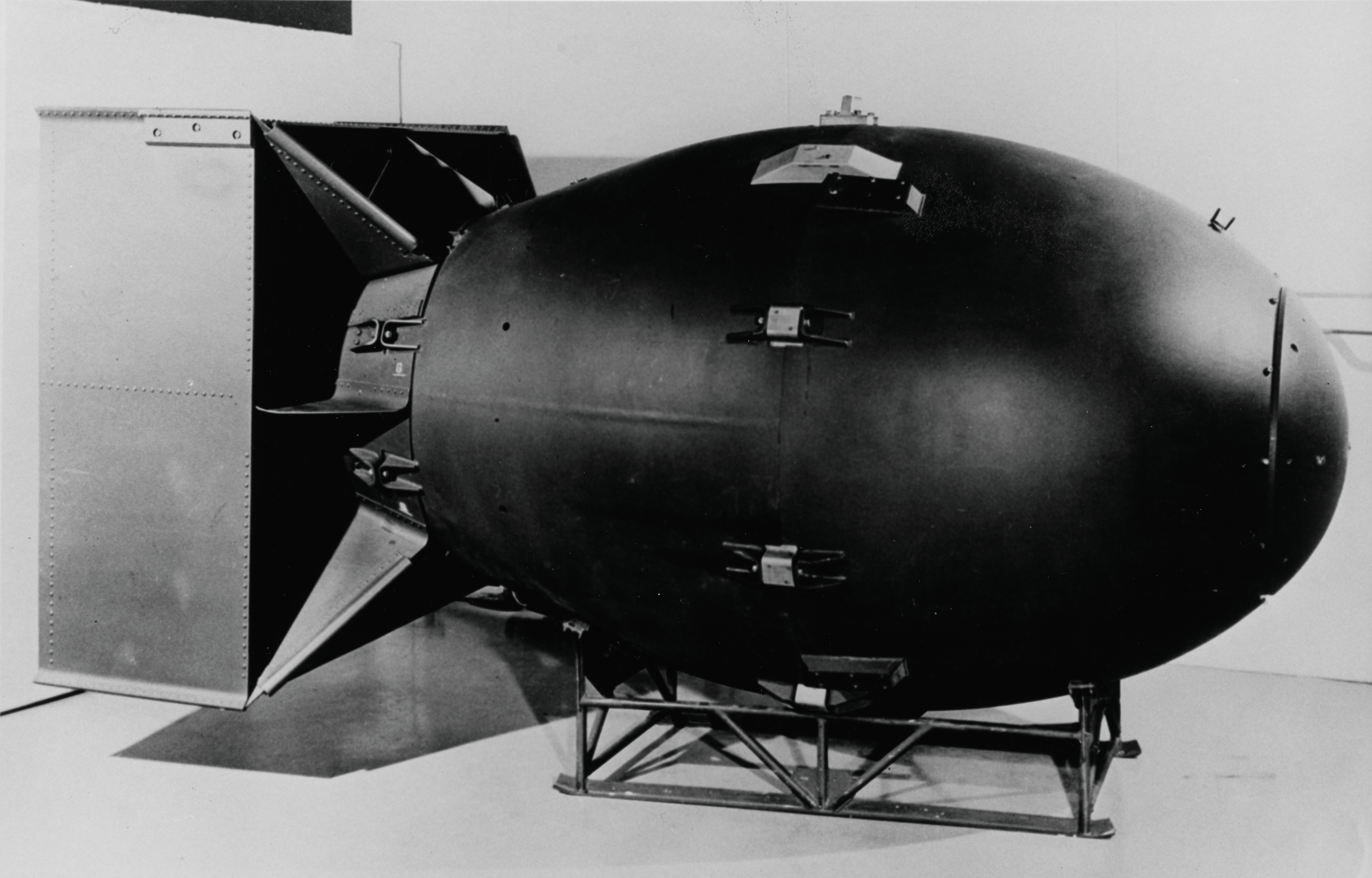
Fat man

Comparazione del raggio iniziale della "palla di fuoco" prodotta da varie armi nucleari

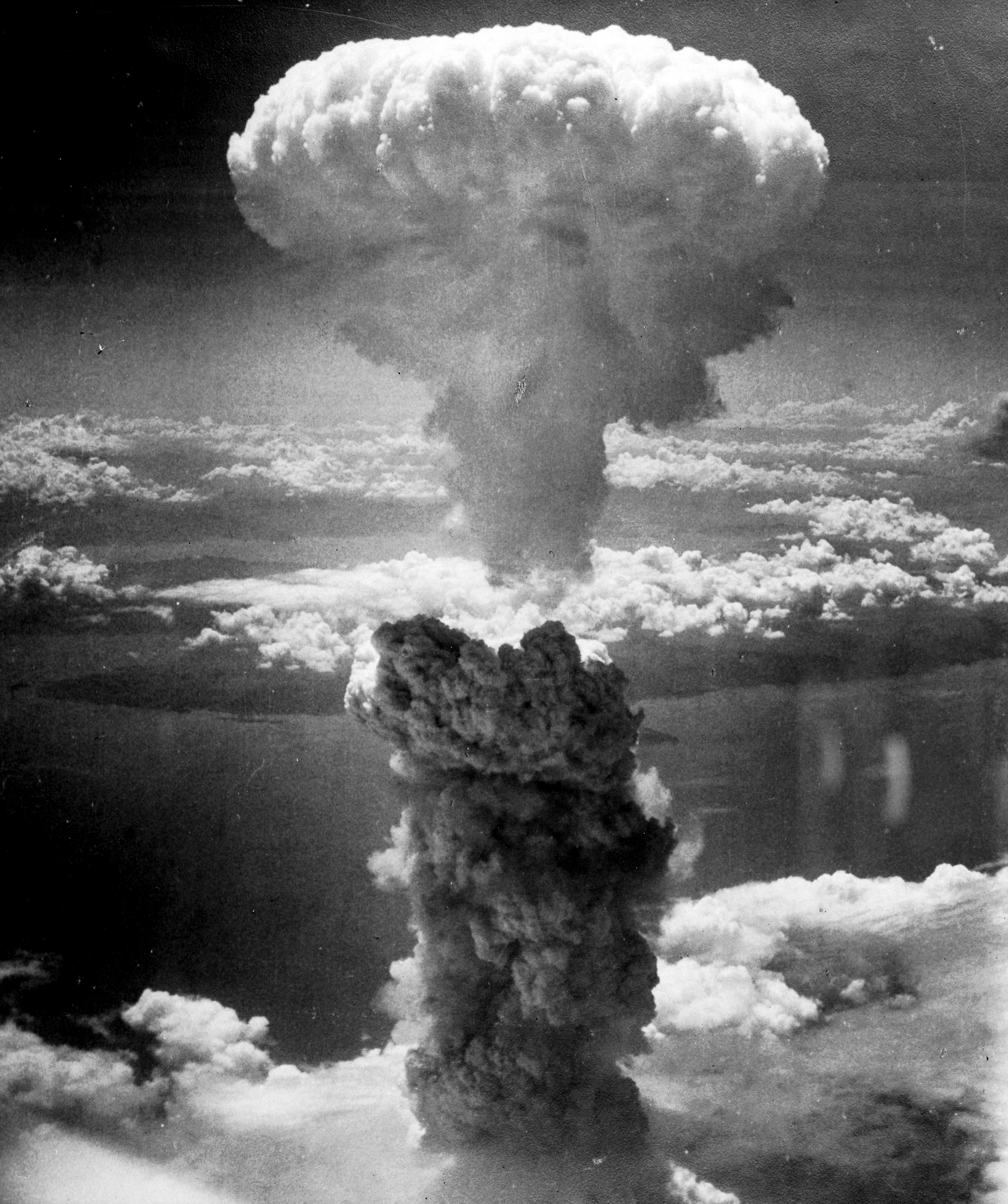
Il fungo atomico, causato da "Fat Man" su Nagasaki, raggiunse i 18 km di altezza, 9 agosto 1945

Durante il Progetto Manhattan furono sviluppate due tipologie diverse di bomba atomica. La prima usando l'uranio-235, un isotopo contenuto solo per lo 0,7 per cento nell'uranio naturale, e il relativamente semplice metodo di innesco "a cannone" (Gun Type) e la seconda usando il plutonio-239 e il più complesso metodo di innesco a implosione.
Una bomba di quest'ultimo tipo (chiamata informalmente The Gadget) fu il primo ordigno nucleare fatto esplodere della storia. Tale detonazione (il Trinity test) avvenne alle 5:29:45 UTC-7 (ora locale) di lunedì 16 luglio 1945 nel deserto della Jornada del Muerto a circa 56 chilometri a sud-est di Socorro nel Nuovo Messico, Stati Uniti d'America,
Dal momento che è chimicamente identico all'isotopo più comune, l'uranio-238, ed ha quasi la stessa massa, è risultato difficile da separare. Furono utilizzati tre metodi per l'arricchimento dell'uranio: elettromagnetico, gassoso e termico. Gran parte di queste attività ebbero luogo a Oak Ridge, nel Tennessee.
Le prime armi di questo tipo, ovvero Little Boy, una bomba gun type, e Fat Man, una bomba a implosione, furono rispettivamente usate per bombardare le città giapponesi di Hiroshima e Nagasaki. Negli anni dell'immediato secondo dopoguerra, il Progetto Manhattan condusse test nucleari sull'atollo di Bikini nell'ambito dell'Operazione Crossroads, sviluppò nuove armi, promosse lo sviluppo del United States Department of Energy national laboratories, sostenne la ricerca medica nel campo della radiologia e gettò le basi della marina nucleare. Mantenne inoltre il controllo delle armi nucleari statunitensi sino alla creazione, nel gennaio 1947, della United States Atomic Energy Commission.
Il Progetto Manhattan venne ritenuto fondamentale per vincere la guerra contro la Germania nazista, che erroneamente si supponeva stesse continuando a portare avanti un programma militare analogo sotto la guida di Kurt Diebner (nel 1944, a guerra ancora in corso, gli alleati scoprirono che i tedeschi, dopo due anni di lavoro dal 1939 al 1941 per cercare di produrre una bomba atomica, si erano poi fermati ritenendo il progetto irrealizzabile e ripiegando sulla costruzione di un semplice reattore). La prima bomba di prova fu fatta esplodere a terra il 16 luglio 1945 nel deserto del Nuovo Messico in un luogo noto ora come Trinity Site. Le prime bombe atomiche furono sganciate sulle città giapponesi di Hiroshima e Nagasaki (si veda Bombardamenti atomici di Hiroshima e Nagasaki) rispettivamente il 6 e il 9 agosto del 1945, provocando la resa del Giappone e ponendo fine al secondo conflitto mondiale.
Nel secondo dopoguerra l'arma atomica fu acquisita da tutte le principali potenze mondiali: l'URSS l'ottenne nel 1949, il Regno Unito nel 1952, la Francia nel 1960 e la Cina nel 1964. In seguito a questa situazione si venne a creare un clima cosiddetto di "guerra fredda", in cui i due blocchi erano consapevoli di potersi distruggere a vicenda con il solo utilizzo delle armi atomiche (dottrina della distruzione mutua assicurata, si veda anche Equilibrio del terrore). Inoltre le armi nucleari divennero sempre più complesse, dando origine ad una notevole varietà di ordigni. Per controllare lo sviluppo degli arsenali atomici nel 1957 venne inoltre creata l'Agenzia internazionale per l'energia atomica (con sede a Vienna), nell'ambito del progetto americano "atomi per la pace".
Dal 1956 al 1961 vennero approfonditi gli studi sulla fusione nucleare e venne fabbricata dall'URSS la bomba Zar, conosciuta anche come Big Ivan. Il 30 ottobre 1961 venne fatta detonare con un test nei dintorni dell'arcipelago Novaja Zemlja. La bomba venne fatta detonare a circa 4 km dal suolo e nonostante questa distanza, provocò un cratere di distruzione di oltre 35 km di raggio. La sua potenza raggiungeva i 50 megatoni, cioè 3125 volte Little Boy, la bomba sganciata su Hiroshima. La tecnologia che le permise di essere così distruttiva era quella di una fissione nucleare, che innescava una fusione nucleare di atomi di idrogeno, la quale innescava a sua volta una fissione nucleare ulteriore. Questa tecnologia le valse il nome di bomba all'idrogeno.
Nel 1968 venne ratificato il Trattato di non proliferazione nucleare mentre nel corso degli ottanta, sotto l'amministrazione Reagan e con la collaborazione del presidente sovietico Gorbačëv, si arrivò alla firma dei trattati Start I e Start II, che prevedevano la progressiva riduzione dell'arsenale atomico in possesso alle due principali superpotenze, che era cresciuto fino ad una potenza sufficiente a distruggere più volte il pianeta.
Attualmente i principali Paesi che dichiarano di possedere armi atomiche, facendo parte del cosiddetto "club dell'atomo", sono: Stati Uniti, Russia, Cina, Francia, Regno Unito, Pakistan, India, e Corea del Nord; a parte si colloca Israele, che ufficialmente non ha mai né confermato né negato di possedere armi nucleari, ma è certo che disponga invece di un arsenale, composto da un minimo di 150 a circa 400 testate, delle quali non ha mai annunciato ufficialmente una dottrina d'impiego, riservandosi il diritto di esercitare pressioni unilaterali su chiunque. Cinque Stati aderiscono al programma di "condivisione nucleare" della NATO, ospitando sul territorio armi nucleari statunitensi al fine di ricevere addestramento al loro impiego in caso di conflitto: Belgio, Germania, Italia, Paesi Bassi e Turchia.
La Corea del Nord ha un programma nucleare dichiarato ufficialmente e il 9 ottobre 2006 ha fatto il suo primo test di esplosione sotterranea, mentre altre nazioni, prima fra tutte l'Iran, sono fortemente sospettate di perseguire un programma di armamento nucleare. Gli unici Paesi al mondo che hanno pubblicamente e volontariamente rinunciato agli arsenali nucleari di cui disponevano sono il Sudafrica e, nell'ambito dei paesi dell'ex-Unione Sovietica, l'Ucraina, la Bielorussia ed il Kazakistan.
Anche dopo la fine della guerra fredda, le armi nucleari sono un elemento importante della politica estera di molti Stati all'interno della cosiddetta Teoria del pazzo.
Il Trattato per la proibizione delle armi nucleari è stato adottato da una conferenza delle Nazioni Unite il 7 luglio 2017, aperto alla firma a New York il 20 settembre 2017 ed è entrato in vigore dal 22 gennaio 2021.

## Descrizione

### Tipi di armi nucleari

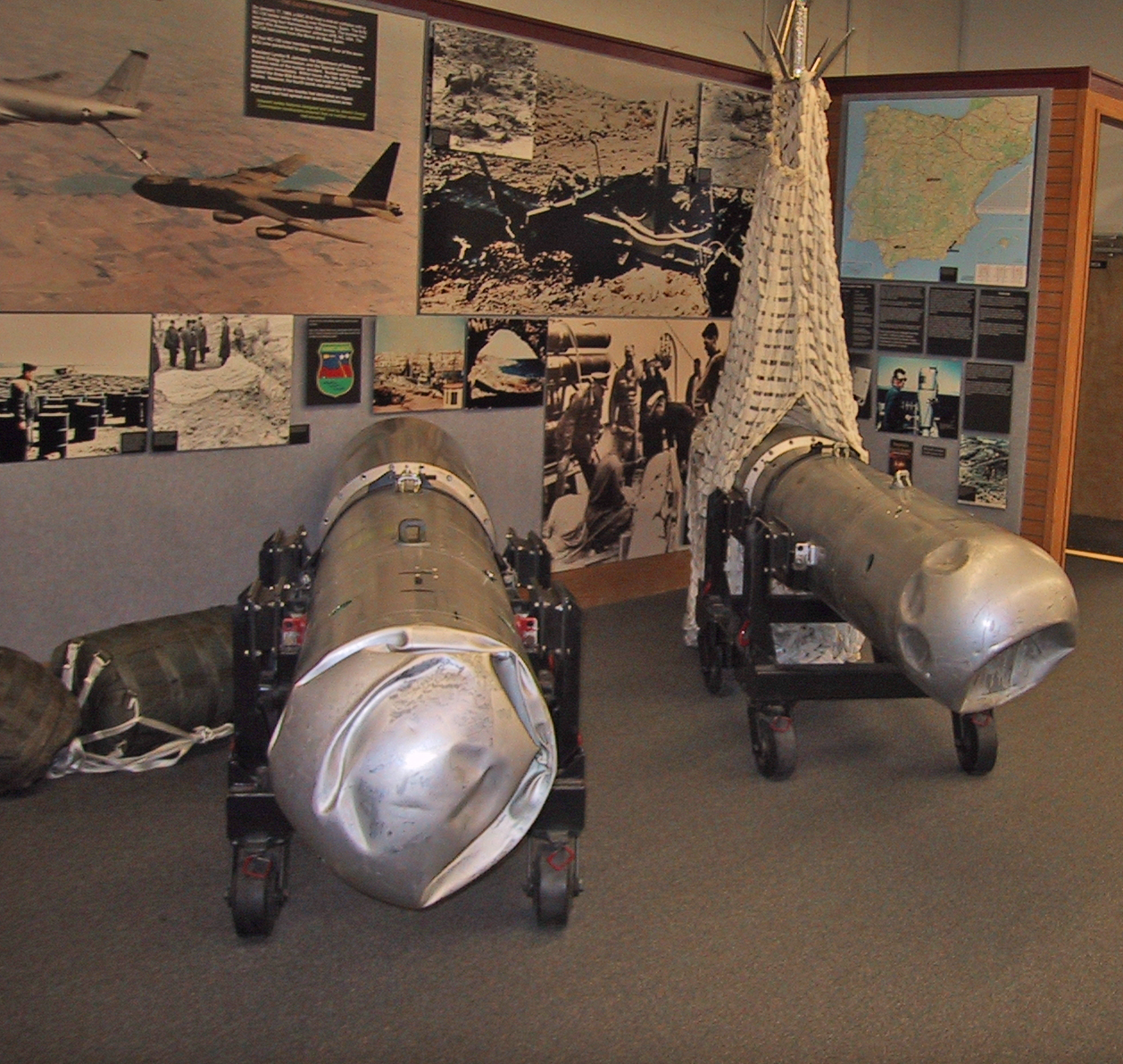
Involucri bombe termonucleari

Esistono diversi tipi di ordigni nucleari, e sono quasi tutti delle bombe. La loro potenza esplosiva è superiore a quella di qualunque esplosivo chimico convenzionale: la potenza delle armi nucleari si misura infatti in chilotoni (kt) e in megatoni (Mt), rispettivamente migliaia e milioni di tonnellate di tritolo necessarie per liberare la stessa energia.
1. La bomba atomica o bomba A, la prima ad essere costruita, sfrutta una reazione di fissione di uranio o plutonio e può raggiungere potenze variabili da 0,5 kilotoni a 1,5 megatoni, con una soglia critica individuata attorno ai 10 megatoni.
2. La bomba all'idrogeno o bomba H o bomba termonucleare, invece sfrutta la fusione fra nuclei di deuterio e trizio, riuscendo così a sprigionare molta più energia: questo tipo di bombe è il più potente in assoluto e arriva a sprigionare potenze pari a 100 megatoni.
3. La bomba al neutrone o bomba N, come la bomba H è una bomba a fissione-fusione-fissione ma, a differenza di questa, è studiata per sprigionare la maggior parte della sua energia come radiazioni (neutroni veloci). Lo scopo dell'ordigno è uccidere gli esseri viventi lasciando la maggior parte delle strutture nemiche intatte.
4. La bomba al cobalto, o bomba gamma o bomba G, è una particolare bomba H nella quale, al momento dell'esplosione, i neutroni prodotti dalla fusione termonucleare si uniscono al cobalto, forte emettitore di raggi gamma. Essa può essere definita anche come una "bomba termonucleare sporca".
5. Le armi radiologiche sono una classe di bombe nucleari solamente teorizzate, anche dette bombe sporche: costituite da materiale radioattivo non fissile (che quindi non può esplodere con reazione nucleare, ma potrebbe incendiarsi se metallico) trattato per renderlo molto volatile ed associato ad una carica esplosiva convenzionale, di potenza anche modesta, con il compito di disperdere il materiale radioattivo nell'ambiente, contaminando oggetti e persone.

### Effetti

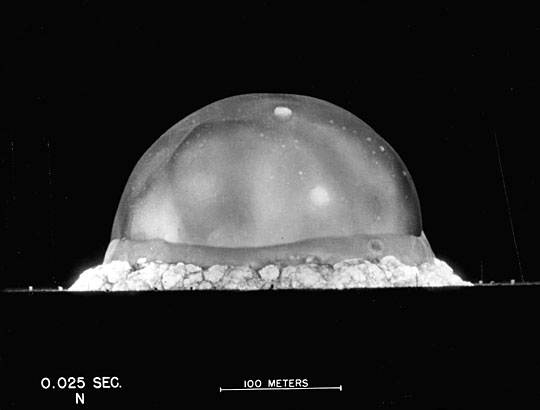
Prima esplosione nucleare al sito Trinity nel Nuovo Messico

Una esplosione nucleare è molto diversa, sia quantitativamente che qualitativamente, da una convenzionale. Il primo effetto chiaramente visibile è il cosiddetto fungo atomico: una colonna di vapore, residui e detriti che si solleva per molti km dal luogo dell'esplosione. Oltre al calore e all'onda d'urto, comuni a tutte le esplosioni, vi sono quattro caratteristiche che sono peculiari delle esplosioni nucleari:
- Il lampo: l'innesco della reazione nucleare genera una quantità enorme di fotoni di luce visibile, che creano un lampo istantaneo, intensissimo, visibile perfettamente anche da migliaia di chilometri: la sua intensità è tale da accecare permanentemente chiunque sia rivolto verso l'esplosione.
- L'impulso elettromagnetico: durante la reazione nucleare avviene una temporanea separazione di cariche elettriche che genera un campo elettromagnetico istantaneo, contemporaneo al lampo: a distanza di alcuni chilometri dal sito dell'esplosione, si possono ancora avere tensioni indotte nei circuiti elettrici di molte migliaia di volt, che portano in genere alla immediata distruzione degli stessi se non sono appositamente schermati. Tale effetto può essere preso in considerazione per inattivare gli apparati elettronici del nemico paralizzandone le comunicazioni.
- La radioattività: parallelamente al lampo, si verifica anche un fortissimo irraggiamento di fotoni gamma (raggi gamma): il limite di sopravvivenza per irraggiamento radioattivo diretto da esplosione nucleare varia da 500-700 metri per una bomba A di media potenza a 5,5 km per le bombe H più potenti. Dopo l'esplosione, la materia coinvolta nello scoppio, che è stata resa radioattiva dalle reazioni nucleari e scagliata o risucchiata in aria, inizia a ricadere (fallout nucleare) creando una zona di forte radioattività centrata nel punto dell'esplosione: questa radioattività va attenuandosi col tempo, ma può permanere a livelli pericolosi per decenni, rendendo la zona inabitabile.
- Effetto NIGA (Neutron Induced Gamma Activity): se la sfera primaria, cioè la zona dove avvengono le reazioni nucleari, viene a contatto con il suolo, lo irraggia con neutroni rendendolo fortemente radioattivo, per attivazione neutronica.

## Armi a fissione

Metodi di innesco ed esplosione delle bombe a fissione

Tutte le armi nucleari esistenti traggono parte della loro energia esplosiva dalle reazioni di fissione nucleare. Le armi la cui potenza esplosiva deriva esclusivamente da queste reazioni, sono comunemente chiamate bombe atomiche. Questo è stato a lungo considerato un termine improprio, poiché la loro energia proviene dal nucleo dell'atomo, proprio come avviene con altre armi nucleari.
Una bomba a fissione nucleare può detonare seguendo 2 metodi:
- Quello a blocchi separati, in cui l'involucro metallico riveste più camere, nelle quali sono alloggiati i materiali fissili e gli esplosivi. La quantità di materiale fissile, che solitamente è uranio arricchito, è tale da raggiungere una massa sub-critica, cioè una massa leggermente sotto la criticità, ovverosia una quantità insufficiente affinché le reazioni nucleari a catena si alimentino autonomamente. La criticità viene raggiunta quando le diverse masse sub-critiche entrano in collisione a seguito di una detonazione dell'esplosivo convenzionale contenuto nella bomba. Per questo motivo, la detonazione è nota come detonazione balistica, o a proiettile (in inglese "gun-type"). L'origine della detonazione è elettronica, l'esplosione comprime le molteplici masse sub-critiche e le porta alla criticità. In questo stato il decadimento naturale dell'uranio-235 innesca la fissione nucleare e la bomba esplode.
- Quello a implosione, in cui l'involucro metallico riveste un'unica camera in cui sono alloggiati i detonatori (sul perimetro) e una sfera di materiale fissile (al centro). La sfera di materiale fissile, solitamente composta di plutonio, è cava e dotata di una massa sub-critica. La detonazione simultanea da tutte le direzioni comprime la sfera, aumentando la sua densità e facendole raggiungere uno stato super-critico. In questa condizione, il decadimento naturale del plutonio-239 innesca la fissione nucleare e la bomba esplode.

La quantità di energia rilasciata dalle bombe a fissione può variare da poco meno di 4×109 J per le bombe a blocchi separati, corrispondente a circa 1 tonnellata equivalente in TNT, a circa 2×1015 J per le bombe ad implosione, cioè 500.000 tonnellate equivalenti di TNT.
Tutte le reazioni di fissione generano prodotti di fissione, molti dei quali sono altamente radioattivi (ma con un decadimento breve) o moderatamente radioattivi (ma con un decadimento lungo) e, in quanto tali, sono una grave forma di contaminazione radioattiva. I prodotti di fissione sono il principale componente radioattivo del fallout nucleare.

## Armi a fusione
L'altro tipo fondamentale di arma nucleare trae energia dalle reazioni di fusione nucleare. Tali armi sono generalmente indicate come bombe termonucleari o più colloquialmente come bombe all'idrogeno, poiché basano le reazioni di fusione sugli isotopi dell'idrogeno (deuterio e trizio). Tutte queste armi usano delle reazioni di fissione per innescare quelle di fusione, le quali possono innescare esse stesse ulteriori reazioni di fissione.
Le moderne armi a fusione consistono di un involucro metallico contenente due compartimenti: uno in cui sono alloggiati i materiali fissili (235U o 239Pu) che daranno inizio ad un primo stadio di detonazione, ovvero una fissione nucleare, e uno in cui sono alloggiati i materiali fusibili (gli isotopi dell'idrogeno: deuterio e trizio, o nelle moderne armi, il deuteruro di litio) che daranno inizio ad un secondo stadio, una fusione nucleare. I due compartimenti (uno sopra e l'altro sotto nello schema sottostante, punto A) sono separati da un canale di radiazione spesso riempito con schiuma di polistirene (in giallo).
L'esplosione di un'arma a fusione inizia con la detonazione del compartimento primario, il quale innesca una reazione di fissione nucleare (punto B). La sua temperatura supera i 100 milioni di K circa, facendola brillare intensamente con raggi X termici. Questi raggi inondano il canale di radiazione, il quale confina l'energia dei raggi X e resiste alla sua pressione verso l'esterno (punto C). La distanza che separa i due compartimenti assicura che i frammenti di detriti derivati dalla fissione (che si muovono molto più lentamente dei fotoni a raggi X) non possano danneggiare il compartimento secondario prima che la fusione sia completata.
Il compartimento secondario, costituito da una camera di alloggio del carburante da fusione e una candela centrale al plutonio, viene compresso dall'energia dei raggi X, aumentando la densità della candela centrale (punto D). La densità del plutonio aumenta a tal punto che la candela viene portata in uno stato super-critico e inizia una reazione a catena di fissione nucleare. I prodotti di fissione di questa reazione a catena riscaldano il combustibile termonucleare altamente compresso che circonda la candela a circa 300 milioni di K, innescando dunque le reazioni di fusione (punto E).

Sequenza di eventi che innescano l'esplosione di una bomba termonucleare di tipo Teller-Ulam

L'intero processo dura all'incirca 600 ns. L'energia prodotta da questo tipo di esplosioni può variare da 2 x 1016 J di energia, ottenuta durante il primo test di una bomba termonucleare (Ivy Mike) a 2,4 x 1017 J di energia, ottenuta durante il test della bomba Zar.
Poiché le armi termonucleari rappresentano il progetto più efficiente per la resa energetica, tutte le armi nucleari sono regolamentate da un trattato internazionale noto come trattato di non proliferazione nucleare.

## Situazione globale
Secondo l'Istituto internazionale di ricerca sulla pace, al gennaio 2024 esistono nel mondo circa 12.251 testate nucleari, di cui circa 9.585 a disposizione nelle scorte militari per un potenziale utilizzo. Circa 3.904 di queste testate sono schierate a bordo di missili e aerei, 60 in più rispetto al gennaio 2023, mentre le rimanenti si trovano stoccate in deposito. Circa 2.100 delle testate schierate sono conservate in uno stato di massima allerta operativa a bordo di missili balistici.
Secondo il Rapporto della campagna internazionale Ican (International Campaing to Abolish Nuclear Weapons), "Surge: 2023 Global nuclear weapons spending", nel 2023 sono stati spesi complessivamente 91,3 miliardi di dollari  (oltre 85 miliardi di euro) per gli arsenali atomici, 10,7 miliardi di dollari in più per le armi nucleari rispetto al 2022. La spesa maggiore spetta agli Stati Uniti, pari a 51,5 miliardi di dollari, che è superiore a quella di tutti gli altri Paesi dotati di armi nucleari messi insieme.